# 이광종
이광종(李光鍾, 1964년 4월 1일 ~ 2016년 9월 26일)은 대한민국의 전 축구 선수 및 전 축구 지도자로 현역 시절 제주 유나이티드와 수원 삼성 블루윙즈에서 미드필더로 활약했다.

## 선수 경력
통진고등학교와 중앙대학교를 졸업하고 1988년 유공 코끼리에 입단해 활약했다. 1988년 4월 9일 럭키금성 황소와의 경기에서 K리그 데뷔골을 기록했다. 1996년 수원 삼성 블루윙즈에 이적했으며 2년 동안 뛴 후 은퇴했다.

## 감독 경력
2000년부터 대한축구협회의 유소년 전임 지도자로 일하기 시작했다. 대한민국 U-15 대표팀 감독을 거쳐 2004년에는 수석코치로 당시 대한민국 U-20 감독 박성화를 보좌하며 2004년 AFC 청소년 축구 선수권 대회 우승을 이끌었다. 2008년에는 대한민국 U-17을 이끌고 2008년 AFC U-16 챔피언십에 출전해 결승전에 진출했으나, 이란 U-16 대표팀에게 1:2로 패해 준우승에 머물렀다. 그러나 준우승으로 인해서 이듬해인 2009년에 열린 2009년 FIFA U-17 월드컵 진출 티켓을 확보했고, U-17 월드컵에 출전해 22년 만의 8강 진출을 이루었다. 2010년에는 대한민국 U-19 감독을 맡아서 2010년 AFC U-19 챔피언십에 나가 4강에 도달했으나, 4강에서 북한 U-19 대표팀에게 0:2로 패했다. 하지만 4강 진출로 이듬해인 2011년에 열린 2011년 FIFA U-20 월드컵에 나가게 되었고, U-20 월드컵에서 16강에 진출해 스페인 U-20 대표팀과 맞붙었으나 승부차기 끝에 패했다. 2012년에는 2012년 AFC U-19 챔피언십에 출전해 8년 만의 우승을 차지했다. 2013년 11월에 U-22 대표팀 감독에 선임되어 2013년 AFC U-22 챔피언십에선 4위에 그쳤으나, 2014년 아시안 게임에서 대한민국에 28년만의 금메달을 안긴 명장이다.
2016년 리우올림픽 축구 감독을 맡았지만 2015년 킹스컵 대회 직전 돌연 귀국한 뒤 2015년 2월 5일자로 개인사정으로 사퇴하고 후임은 신태용 감독이 맡기로 결정되었다. 당일 오후, 대한축구협회는 이광종 감독이 급성 백혈병으로 인해 사퇴했다는 보도자료를 발표했다. 상태가 호전되었다는 소식이 들리기는 했으나, 급작스러운 병세악화로 인하여 2016년 9월 26일 끝내 별세했다.

## 기타
2000년부터 유소년 축구 대표 육성에만 힘을 썼다. 그는 국가대표팀 코치와 K리그 클럽 코치 등을 제의 받았으나, 모두 거절하였다. 또한 이광종 감독이 이끈 대한민국 연령별 청소년 국가대표팀은 일본 연령별 청소년 국가대표팀에게 단 한 번도 진 적이 없으며, U-23 감독을 맡은 2014년 아시안 게임에서도 일본팀에게 승리를 거뒀다.

## 수상

### 감독 수상
- AFC U-19 챔피언십 우승: 2012
- 아시안 게임 금메달: 2014